# شوگو ساکورای
شوگو ساکورای (انگلیسی: Shogo Sakurai؛ زادهٔ ۳ آوریل ۱۹۸۴) بازیکن فوتبال اهل ژاپن است.